# APh Technological Consulting
APh Technological Consulting (parfois appelée APh Technology Consultants) est une société d'ingénierie américaine, basée à Pasadena (Californie), fondée en 1974 par Glenn Hightower et John Denker, respectivement diplômé et étudiant du California Institute of Technology, dans le but de mettre le talent des étudiants de Caltech à la disposition des entreprises technologiques, de l’industrie et de la communauté scientifique,. Le développeur Hal Finney, notamment, y fait ses débuts en 1978, comme programmeur de système pour caisses enregistreuses.
Elle est connue pour sa collaboration, dès la fin des années 1970, avec Mattel Electronics, pour le développement de jeux électroniques de poche puis de la console de jeu Intellivision, son système d'exploitation, ses outils de développement et ses premiers jeux. Elle assurera également le portage sur Atari 2600 de certains titres pour le label M Network, ce qui provoquera le départ de certains employés mécontents de l'arrangement pour fonder Cheshire Engineering. Cette collaboration cesse lorsque Mattel met progressivement en place sa propre équipe de développement interne, les Blue Sky Rangers. 
Les jeux vidéo ne représentant qu'une partie des activités de la société, celle-ci ne fut pas touchée par le krach de 1983, et elle continue la programmation informatique dans divers domaines, de produits de consommation courants aux engins spatiaux.

## Ludographie
- Las Vegas Poker & Blackjack (1979, Mattel Electronics, Intellivision)
- Las Vegas Poker & Blackjack (1979, Sears, Super Video Arcade)
- Auto Racing (1979, Mattel Electronics, Intellivision)
- Auto Racing (1979, Sears, Super Video Arcade)
- NFL Football (1979, Mattel Electronics, Intellivision)
- Football (1979, Sears, Super Video Arcade)
- The Electric Company: Math Fun (1979, Mattel Electronics, Intellivision)
- Math Fun (1979, Sears, Super Video Arcade)
- NHL Hockey (1979, Mattel Electronics, Intellivision)
- Hockey (1979, Sears, Super Video Arcade)
- ABPA Backgammon (1979, Mattel Electronics, Intellivision)
- Backgammon (1979, Sears, Super Video Arcade)
- Las Vegas Roulette (1979, Mattel Electronics, Intellivision)
- Las Vegas Roulette (1979, Sears, Super Video Arcade)
- Armor Battle (1979, Mattel Electronics, Intellivision)
- Armor Battle (1979, Sears, Super Video Arcade)
- Space Battle (1979, Mattel Electronics, Intellivision)
- Space Battle (1979, Sears, Super Video Arcade)
- Horse Racing (1980, Mattel Electronics, Intellivision)
- Horse Racing (1980, Sears, Super Video Arcade)
- Sea Battle (1980, Mattel Electronics, Intellivision)
- Sea Battle (1980, Sears, Super Video Arcade)
- Checkers (1980, Mattel Electronics, Intellivision)
- Checkers (1980, Sears, Super Video Arcade)
- The Electric Company: Word Fun (1980, Mattel Electronics, Intellivision)
- Word Fun (1980, Sears, Super Video Arcade)
- Major League Baseball (1980, Mattel Electronics, Intellivision)
- Baseball (1980, Sears, Super Video Arcade)
- Big League Baseball (INTV, Intellivision)
- Tennis (1980, Mattel Electronics, Intellivision)
- Tennis (1980, Sears, Super Video Arcade)
- NBA Basketball (1980, Mattel Electronics, Intellivision)
- Basketball (1980, Sears, Super Video Arcade)
- US Ski Team Skiing (1980, Mattel Electronics)
- Skiing (1980, Sears, Super Video Arcade)
- Skiing (INTV, Intellivision)
- PGA Golf (1980, Mattel Electronics, Intellivision)
- Golf (1980, Sears, Super Video Arcade)
- NASL Soccer (1980, Mattel Electronics, Intellivision)
- Soccer (1980, Sears, Super Video Arcade)
- Boxing (1981, Mattel Electronics, Intellivision)
- Boxing (1981, Sears, Super Video Arcade)
- Sub Hunt (1981, Mattel Electronics, Intellivision)
- Sub Hunt (1981, Sears, Super Video Arcade)
- Star Strike (1981, Mattel Electronics, Intellivision)
- Star Strike (1981, Sears, Super Video Arcade)
- Space Armada (1981, Mattel Electronics, Intellivision)
- Space Armada (1981, Sears, Super Video Arcade)
- Triple Action (1981, Mattel Electronics, Intellivision)
- Triple Action (1981, Sears, Super Video Arcade)
- Frog Bog (1982, Mattel Electronics, Intellivision)
- Royal Dealer (1982, Mattel Electronics, Intellivision)
- Advanced Dungeons & Dragons (1982, Mattel Electronics, Intellivision)
- Advanced Dungeons & Dragons: Treasure of Tarmin (1982, Mattel Electronics, Intellivision)
- Armor Ambush (1982, M Network, Atari 2600)
- Astroblast (1982, M Network, Atari 2600)
- Dark Cavern (1982, M Network, Atari 2600)
- Frogs and Flies (1982, M Network, Atari 2600)
- International Soccer (1982, M Network, Atari 2600)
- Lock 'n' Chase (1982, M Network, Atari 2600)
- Adventures of Tron (1983, M Network, Atari 2600)
- Adventures on GX-12 (1983, Sears, Video Arcade)
- Sharp Shot (1983, Mattel Electronics, Intellivision)
- Air Raiders (1983, M Network, Atari 2600)
- Triple Challenge (1986, INTV, Intellivision)
- World Championship Baseball (1986, INTV, Intellivision)
- Learning Fun I (1987, INTV, Intellivision)
- Learning Fun II (1987, INTV, Intellivision)
- Brickout! (1988, Intellivision Productions, Intellivision Flashback)
- Takeover (1988, Intellivision Productions, Intellivision Flashback)
- Land Battle (1988, Intellivision Productions)
- Air Strike (non terminé, Intellivision)
- Las Vegas Craps (non publié, Intellivision)
- Arcade (non terminé, Intellivision)
- Adventures of Tron (non publié, Intellivision)
- Explorer (non terminé, Intellivision)
- Go for the Gold (non publié, Intellivision)
- Air Battle (non publié, Intellivision)